# Taurolema rutilans
Taurolema rutilans är en skalbaggsart som beskrevs av Pierre Émile Gounelle 1906. Taurolema rutilans ingår i släktet Taurolema och familjen långhorningar. Inga underarter finns listade i Catalogue of Life.